# Theodor Fries (General)
Theodor Fries, seit 1875 von Fries (* 6. November 1823 in Nürnberg; † 19. Juli 1909 in München) war ein bayerischer General der Infanterie, Chef des Ingenieurkorps und Inspekteur der Festungen sowie seit 1879 Reichsrat der Krone Bayerns.

## Leben

### Herkunft
Theodor war der Sohn des bayerischen Oberstleutnants Philipp Fries († 1865) und dessen aus Frankreich stammenden Ehefrau Virginie, geborene Barat. Sie starb bei seiner Geburt.

### Karriere
Nach dem Besuch des Kadettenkorps trat er am 18. August 1842 als Junker in das 2. Artillerie-Regiment der Bayerischen Armee ein und avancierte bis Ende Oktober 1845 zum Unterleutnant. Anfang Mai 1848 folgte seine Versetzung zum 3. Artillerie-Regiment (reitende Artillerie). Dort stieg Fries Anfang Oktober 1849 zum Oberleutnant auf und war von Mitte Oktober 1856 bis Ende Juni 1857 zur Dienstleistung in das Kriegsministerium kommandiert. Anschließend wurde er unter Beförderung zum Hauptmann in das 1. Artillerie-Regiment „Prinz Luitpold“ versetzt.
Anfang Juli 1860 kommandierte man ihn nach Wien und Berlin, um sich mit der Funktionsweise der in Österreich und Preußen eingeführten gezogenen Geschütze vertraut zu machen. Seine Berichte und Erkenntnisse bildeten die Grundlage, dass das preußische Artilleriesystem in Bayern zur Einführung gelangte. Der Kriegsminister Ludwig von Lüder sprach Fries am 31. März 1861 eine Belobigung aus.
Unter Belassung im Kommando zum Kriegsministerium wurde Fries am 29. Mai 1864 zum Generalquartiermeisterstab versetzt und rückte Mitte Januar 1865 zum Major auf. Nach dem Beginn des Krieges gegen Preußen war er ab Ende Juni 1866 als Referent im Kriegsministerium tätig und wurde im Juli zunächst in den Nordosten Bayerns zur beschleunigten Konzentration der dortigen Truppen entsandt. Ab Mitte August befand Fries sich im bayerischen Hauptquartier. Nach dem verlorenen Krieg kehrte er in das Kriegsministerium zurück, erhielt das Armeedenkzeichen und fungierte zusätzlich nach seiner Beförderung zum Oberstleutnant ab Ende November 1868 als Ministerialkommissär für die Sitzungen des Landtages. Außerdem war Fries ab Februar 1869 Mitglied der Kommission für Liquidation des süddeutschen Festungsmaterials.
Während des Krieges gegen Frankreich begleitete er Kriegsminister Siegmund von Pranckh im Oktober 1870 zum Abschluss der Bündnisverträge mit dem Norddeutschen Bund in das Hauptquartier der deutschen Armeen nach Versailles und stieg Mitte November 1870 zum Oberst auf. Anfang Februar 1871 war Fries zunächst Mitglied des Bundesrates und des betreffenden Ausschusses für das Landheer und die Festungen. Unter Enthebung von seiner Referentenstelle im Kriegsministerium erfolgte am 27. Februar 1871 seine Ernennung zum Militärbevollmächtigten in Berlin. In dieser Funktion war er maßgeblich am Entwurf des Reichsrayongesetzes beteiligt.
Sein Wirken fand im Mai 1872 Ausdruck durch eine „Allerhöchte Anerkennung für pflichteifriges und erfolgreiches Eingreifen in die Verhandlungen des Bundesrates“, die ihm König Ludwig II. aussprach sowie im Februar 1875 durch eine Anerkennung des Kriegsministers „für korrekte und feste Vertretung des bayerischen Standpunktes im Bundesrat“. Am 24. Mai 1875 wurde Fries als Generalmajor à la suite des Generalstabes gestellt und am 28. Dezember 1875 durch König Ludwig II. mit dem Ritterkreuz des Verdienstordens der Bayerischen Krone beliehen. Damit verbunden war die Erhebung in den persönlichen Adelsstand. Unter erneuter Allerhöchster Anerkennung wurde er am 3. November 1878 von seiner Stellung als Militärbevollmächtigter enthoben, kehrte nach Bayern zurück und übernahm als Kommandeur die 1. Feldartillerie-Brigade in München.
Am 15. Januar 1879 wurde Fries zum lebenslänglichen Reichsrat der Krone Bayerns ernannt. Er war vom 9. März 1880 bis zum 28. Oktober 1882 Kommandeur der Fußartillerie-Brigade, avancierte anschließend als Generalleutnant zum Chef des Ingenieurkorps und Inspekteur der Festungen. In dieser Eigenschaft verantwortete er u. a. die Aufstellung des Eisenbahn-Bataillons und organisierte die Militärtelegrafie. Am 15. April 1888 erfolgte seine Beförderung zum General der Infanterie und vom 11. März bis zum 4. Mai 1889 war er zugleich Stellvertreter des Kriegsministers Adolf von Heinleth. Ende Dezember 1889 erhielt er das Großkreuz des Militärverdienstordens. Anlässlich seines 50-jährigen Dienstjubiläums würdigte ihn Prinzregent Luitpold am 10. August 1891 mit dem Ludwigsorden und stellte Fries à la suite des 2. Feldartillerie-Regiments „Horn“. Wilhelm II. verlieh ihm das Großkreuz des Roten Adlerordens.
In Genehmigung seines Abschiedsgesuches wurde Fries am 21. Mai 1893 unter Verleihung des Großkreuzes des Verdienstordens vom Heiligen Michael und unter Belassung à la suite des 2. Feldartillerie-Regiments „Horn“ mit Pension zur Disposition gestellt.
In der Reichsratskammer führte er bis zu seinem Tod das Referat in Militärangelegenheiten und insbesondere für das Militärbudget. Außerdem stand er von 1893 bis 1899 als 2. Präsident der Kammer der Reichsräte vor. Eine letzte Würdigung erhielt Fries am 15. Oktober 1903 durch die Beleihung mit dem Großkreuz des Verdienstordens der Bayerischen Krone und nach der Eintragung in die Adelsmatrikel durfte er sich „Ritter von Fries“ nennen.

### Familie
Fries hatte sich 1872 mit Johanna Ditt verheiratet. Sie war die Tochter des bayerischen Oberförsters Max Ditt und dessen Ehefrau Babette, geborene Rittmann. Aus der Ehe ging ein Sohn hervor.